# Trận Thượng Đức (1974)
Trận Thượng Đức là một trận đánh trong Chiến tranh Việt Nam giữa Quân Giải phóng miền Nam Việt Nam và Quân lực Việt Nam Cộng hòa tại quận Thượng Đức, tỉnh Quảng Nam, Việt Nam Cộng Hòa, (khu vực này là huyện Đại Lộc, tỉnh Quảng Đà theo cách chia của Quân Giải phóng miền Nam Việt Nam, hiện nay là vùng phía Tây của huyện Đại Lộc, tỉnh Quảng Nam) vào năm 1974 với kết quả là Quân Giải phóng kiểm soát hoàn toàn căn cứ Thượng Đức.

## Bối cảnh
Sau khi Hiệp định Paris 1973 được ký kết, Quân lực Việt Nam Cộng Hòa liên tục có những hành động vi phạm Hiệp định như lấn đất, chiếm dân trong vùng kiểm soát của Quân Giải phóng miền Nam Việt Nam. Tại chiến trường Quảng Nam - Quảng Đà, chỉ hai giờ sau khi lệnh ngừng bắn có hiệu lực, Quân lực Việt Nam Cộng hòa đã tập trung càn quét các vùng tây Duy Xuyên, vùng B Đại Lộc và các vùng tranh chấp giữa hai bên. Trong nội thành Đà Nẵng, Quân lực Việt Nam Cộng hòa thành lập lực lượng cảnh sát dã chiến được trang bị đầy đủ thay thế cho quân đội để tấn công quân Giải phóng, dồn dân chiếm đất.
Trước tình hình đó, Quân Giải phóng miền Nam Việt Nam tiến hành đáp trả bằng cách điều Sư đoàn 304 từ Cam Lộ, Quảng Trị vào phối hợp với các đơn vị trong Quân khu 5 từ tháng 5/1974, nhằm diệt một số vị trí Quân lực Việt Nam Cộng hòa lấn chiếm sâu vào vùng giải phóng, xóa bỏ các lõm, tạo thế cho chiến trường Khu 5 và cả nước, trọng tâm là tiêu diệt căn cứ Thượng Đức.

## Địa hình tác chiến
Về địa hình: Thượng Đức ở phía Tây tỉnh Quảng Nam, (thuộc huyện Đại Lộc, tỉnh Quảng Đà theo cách phân chia của Quân Giải phóng miền Nam Việt Nam), cách thành phố Đà Nẵng 40 km, là tiểu đồn bảo vệ căn cứ Liên hiệp Quân sự Đà Nẵng. Tại đây Quân lực Việt Nam Cộng hòa dựa vào thế hiểm yếu của địa hình, xây dựng hệ thống phòng thủ liên hoàn vững chắc, có chiều sâu. Toàn bộ cơ quan chỉ huy thông tin, hệ thống kho đều nằm sâu trong lòng đất bởi bê tông cốt thép bao bọc dày 20 cm. Các năm 1968, 1969, rồi năm 1970, Quân Giải phóng Khu 5 đã 3 lần tiến công Thượng Đức đều bất thành, cứ sau mỗi lần bị đánh, Quân lực Việt Nam Cộng hòa lại rút kinh nghiệm và tăng cường, hệ thống phòng thủ kiên cố, liên hoàn hơn.
Ở Thượng Đức, Quân lực Việt Nam Cộng hòa tổ chức lực lượng bố phòng bao gồm: Tiểu đoàn 79 biệt động; 1 đồn biên phòng; 1 đại đội bảo an; 17 trung đội dân vệ; 1 trung đội pháo binh 105mm; 1 trung đội cảnh sát dã chiến và 1 trung đội thám báo. Toàn bộ lực lượng là 950 lính, do Thiếu tá Quận trưởng Nguyễn Quốc Hùng chỉ huy.
Bảo vệ bên ngoài hệ thống phòng thủ chi khu Quận lỵ Thượng Đức còn có 1 trận địa pháo 105mm 2 khẩu; 2 khẩu cối 106,7mm; 5 khẩu ĐKZ 81mm, 2 khẩu cối 81mm; 7 khẩu cối 60mm; 27 khẩu đại liên M30 - M60. Trên các hướng tây, bắc tây bắc đề phòng bị tấn công, Quân lực Việt Nam Cộng hòa bố trí dày đặc mìn chống tăng và chống bộ binh. Khu trung tâm Thượng Đức có 7 lớp hàng rào rộng từ 70 đến 200m xen kẽ là rào bùng nhùng, rào đơn, rào mái nhà, rào cũi lợn, rào chống tăng, rào phản xung phong. Phía xa hơn Thượng Đức là các trận địa pháo 105mm ở Núi Đất, Ái Nghĩa sẵn sàng chi viện. Khi cần yểm trợ bằng không quân thì trong một ngày ở Đà Nẵng máy bay A37, trực thăng vũ trang tần suất cất cánh 30 đến 40 lần chiếc lên Thượng Đức oanh tạc khu vực nghi có đối phương, hoặc đối phương tiến công chi khu. Ngoài ra, Sư đoàn 3 và Sư đoàn dù Quân lực Việt Nam Cộng hòa là lực lượng dự bị sẵn sàng tăng cường chiến đấu bảo vệ chi khu Quận lỵ Thượng Đức.
Nói về cứ điểm này, Tổng thống Nguyễn Văn Thiệu của Việt Nam cộng hòa đặt cho tên gọi "Mắt ngọc của đầu Rồng" để nhấn mạnh tầm quan trọng của nó. Còn Tỉnh trưởng Quảng Nam trước trận đánh khẳng định chắc nịch đây chính là "cánh cửa thép" bất khả xâm phạm, một điểm chiến lược dễ thủ khó công, là chỗ dựa đáng tin cậy của Vùng I chiến thuật, của căn cứ quân sự liên hợp miền Trung. Nhờ "mắt ngọc" này, Quân lực Việt Nam Cộng hòa dễ dàng quan sát và đánh phá đường tiến quân của Quân Giải phóng từ Bắc vào Nam theo đường mòn Hồ Chí Minh. Hơn nữa, để tiến quân vào giải phóng Đà Nẵng buộc quân Quân Giải phóng miền Nam Việt Nam phải phá được căn cứ này vì đây là tiền đồn chiến lược bảo vệ căn cứ quân sự và sân bay Đà Nẵng.

## Diễn biến

### Đợt 1
Đêm 28, rạng sáng 29/07/1974, Quân Giải phóng miền Nam Việt Nam bắt đầu triển khai trận địa pháo 85mm tại cao điểm 118 để nã pháo vào lô cốt mẹ và cứ điểm tiền tiêu. Cũng trong đêm 28/07, Quân Giải phóng miền Nam Việt Nam tiến hành sơ tán dân thường để tránh gây thương vong dân sự, hạn chế khả năng Quân lực Việt Nam Cộng hòa sử dụng dân thường làm lá chắn sống.. Do thực lực của Quân lực Việt Nam Cộng hòa còn mạnh, hệ thống lô cốt rất kiên cố nên đợt tấn công đầu tiên của Quân Giải phóng không có hiệu quả dù kéo dài trong 3 ngày. Sau đợt 1, QGP chuyển từ tập kích dồn dập sang đánh lấn từng bước.

### Đợt 2
Tới nửa đêm 05/08, sau khi triển khai xong trận địa pháo tới rạng sáng 7-8-1974, khi lớp sương mù dày đặc trên các sườn núi vừa tan,QGP tiếp tục nã pháo vào các mục tiêu từ các điểm cao trên đồi. Với hỏa lực mạnh hơn và chính xác hơn lần trước, lực lượng Quân lực Việt Nam Cộng hòa trở nên rối loạn, mất phương hướng dẫn tới mất căn cứ Thượng Đức. Riêng Quận trưởng Nguyễn Quốc Hùng bị trúng đạn, biết không thể thoát nên đã tự sát tại chỗ. Thiếu tá, Tiểu đoàn trưởng 79 biệt động quân Hà Văn Lầu và quận phó Vũ Trung Tín bị bắt. Để cứu vãn tình thế, tướng Ngô Quang Trưởng buộc phải điều 2 máy bay Cessna A-37 Dragonfly để ném bom Quân Giải phóng, thậm chí ném bom vào cả dân thường để buộc QGP rút lui do QGP đang tạo hành lang để người dân di tản khỏi vùng chiến sự.

### Đợt 3
Để tái chiếm Thượng Đức, Quân lực Việt Nam Cộng hòa tiến đánh cao điểm 1062. Lực lượng lính dù VNCH (một trong những đơn vị trù bị chiến lược) được huy động để tham chiến. Quân Giải phóng miền Nam Việt Nam và QLVNCH giằng co từ cuối tháng 10 đến đầu tháng 11 năm 1974, đặc biệt tại các cao điểm 700, 383 và 1062. Để hỗ trợ bộ binh, QLVNCH điều máy bay cường kích và pháo binh yểm hộ. Đầu tháng 10, QLVNCH chiếm được cao điểm 1062, nhưng tới cuối tháng 11 thì Quân Giải phóng miền Nam Việt Nam đã tái chiếm thành công cao điểm 1062.
Cuối năm 1974, sau 3 đợt giao tranh, Quân Giải phóng miền Nam Việt Nam làm chủ hoàn toàn căn cứ Thượng Đức còn sư đoàn dù VNCH đã bị đánh quỵ và phải rút khỏi mặt trận Thượng Đức.

## Kết quả
Trận Thượng Đức gây nhiều tổn thất cho cả hai phía, nhưng cuối cùng thì quân Giải phóng đã chiếm được căn cứ Thượng Đức. Theo ý kiến của một chỉ huy Quân lực Việt Nam Cộng hòa, mục tiêu của Quân giải phóng miền Nam là bảo vệ cánh trái của Quân đoàn I để tiếp tục xây dựng hành lang phía đông của Đường mòn Hồ Chí Minh, trong khi một số khác tin rằng nếu không có sư đoàn dù thì Đà Nẵng có lẽ đã thất thủ vào năm 1974.
Chiến thắng này có ý nghĩa rất quan trọng với Quân Giải phóng khi tạo bàn đạp tiến tới tiêu diệt các cứ điểm: Hòn Chiêng, Núi Gai, Động Mông, Lạc Sơn, Đá Hàm, ép địch lui về Cấm Dơi và quận lỵ Quế Sơn. Nhờ sự giúp sức mạnh mẽ của Sư đoàn 2, lực lượng vũ trang Quảng Nam, Quảng Đà tiêu diệt 70 cứ điểm, mở rộng vùng giải phóng ở huyện Điện Bàn, tây Tam Kỳ, Quế Sơn, bức hàng trung đội dân vệ Gò Đa, phá sập cầu Thủy Tú, Giao Thủy, Bà Bầu, bắn phá sân bay, đánh chìm tàu quân sự tại quân cảng Đà Nẵng, thành phố của thủ phủ miền Trung trong tình thế bị cô lập, uy hiếp. Chiến thắng này đã phá vỡ hoàn toàn hệ thống phòng thủ quanh Đà Nẵng, tiếp tục củng cố quan điểm cho rằng sức mạnh của QGP đã vượt trội QLVNCH, tạo tiền đề để QGP chiếm thế chủ động hoàn toàn trên chiến trường trong năm 1975.